# Federação Andaluza de Futebol
A Federação Andaluza de Futebol (FAF), é o gestor de todas as competições de qualquer modalidade de futebol que se desenvolva em Andalucía. A sede principal está em Sevilha e tem delegações em diferentes capitais dos municípios.

## Sites externos
- Página de da Federação